# Нінаська сільська рада
Ні́наська сільська рада (ест. Nina külanõukogu, рос. Нинаский сельский совет) — сільська рада в Естонській РСР, адміністративно-територіальна одиниця в складі повіту Тартумаа (1945—1950) та Калластеського району (1950—1954).

## Населені пункти
Сільській раді підпорядковувалися села: Ніна (Nina), Роотсі (Rootsi).

## Історія
13 вересня 1945 року на території волості Алатсківі в Тартуському повіті утворена Нінаська сільська рада з центром у селі Ніна. Головою сільської ради обраний Іван Каслов, секретарем — Віра Соловйова.
26 вересня 1950 року, після скасування в Естонській РСР повітового та волосного поділу, сільська рада ввійшла до складу новоутвореного Калластеського сільського району.
17 червня 1954 року в процесі укрупнення сільських рад Естонської РСР Нінаська сільська рада ліквідована. Її територія склала південно-східну частину новоутвореної Алатсківіської сільської ради.